# Andrias scheuchzeri
Andrias scheuchzeri és una espècie extinta d'amfibi urodel de la família Cryptobranchidae.

## Particularitats
El 1726 el físic suís Johann Jakob Scheuchzer al seu llibre Lithographia Helvetica descrigué un fòssil com a Homo diluvii testis (testimoni d'home del Diluvi), creient que eren les restes d'un ésser humà que es va ofegar al diluvi bíblic.
El fòssil examinat per Scheuchzer era una salamandra de 130 cm de llargada. Mancava la part de la cua i les potes posteriors.
El Museu Teyler de Haarlem, on encara s'exhibeix, va adquirir el fòssil el 1802.
El 1812 el fòssil va ser examinat per Georges Cuvier, qui es va adonar que no eren restes humanes. Cuvier va reconèixer que era una salamandra gegant fossilitzada i la reanomenà Andrias scheuchzeri, en honor de Scheuchzer i a les seves teories. Andrias significa 'imatge de l'home'.